# Neuhaus (Bad Berneck im Fichtelgebirge)
Neuhaus ist ein Gemeindeteil der Stadt Bad Berneck im Fichtelgebirge im Landkreis Bayreuth (Regierungsbezirk Oberfranken, Bayern). Neuhaus liegt in der Gemarkung Wasserknoden.

## Lage
Unmittelbar nördlich der Einöde verläuft die Bundesautobahn 9. Unmittelbar westlich des Ortes entspringt der rechte Quellbach des Knodenbachs, eines rechten Zuflusses der Ölschnitz. Ein Anliegerweg führt 800 Meter südlich am Kreuzberg (538 m ü. NHN) vorbei zu einer Gemeindeverbindungsstraße, die westlich nach Wasserknoden zur Kreisstraße BT 49 bzw. östlich nach Mooshof verläuft.

## Geschichte
Der Ort wurde in der ersten Hälfte des 20. Jahrhunderts auf dem Gemeindegebiet von Wasserknoden gegründet. Auf einer topographischen Karte des Jahres 1939 wurde er erstmals als „Neubau “verzeichnet. Am 1. Juli 1972 wurde Neuhaus im Zuge der Gebietsreform in Bayern nach Bad Berneck im Fichtelgebirge eingemeindet.

### Einwohnerentwicklung
| Jahr      | 001950 | 001961 | 001970 | 001987 |
| Einwohner | 7      | 5      | 0      | 2      |
| Häuser    | 1      | 1      |        | 1      |
| Quelle    | [ 9 ]  | [ 10 ] | [ 11 ] | [ 1 ]  |

## Religion
Die Katholiken sind nach St. Jakobus der Ältere (Marktschorgast) gepfarrt, die Protestanten sind nach (Bad) Berneck im Fichtelgebirge gepfarrt.